# UEFA 인터토토컵
UEFA 인터토토컵(UEFA Intertoto Cup)은 UEFA 챔피언스리그와 UEFA컵(현재의 UEFA 유로파리그)의 참가 자격을 얻지 못한 클럽들을 위해 열렸던 여름 축구 대회이다. 참가를 원하는 팀은 신청을 해야 했으며 신청한 팀 중 국내 리그 순위가 가장 높은 팀들이 참가했다. 굳이 UEFA컵에 참가하는 팀의 바로 아래 순위의 팀일 필요는 없었고, 이 팀이 신청을 하지 않았다면 신청을 한 팀 중에서 가장 순위가 높은 팀에게 참가 자격이 주어졌다.
1961년에 신설된 이 대회는 유럽 대회에 참가하지 못한 팀들에게 UEFA컵에 참가를 가능케 하는 기능도 했지만, 축구 도박회사들이 여름에도 쉬지 않게 하는 기능도 가지고 있었다. 원래 이 대회는 도박만을 위한 대회였다. 1995년부터는 UEFA에서 주관하는 대회가 되었다. 처음에는 세 자리만 주어졌으나 2006년부터 11자리로 늘렸다. 이 대회는 2008년 대회를 끝으로 폐지되었다.

## 역대 우승 팀
- 1995:  보르도,  스트라스부르
- 1996:  카를스루에,  실케보르,  갱강
- 1997:  오세르,  바스티아,  리옹
- 1998:  볼로냐,  발렌시아,  베르더 브레멘
- 1999:  유벤투스,  웨스트햄 유나이티드,  몽펠리에
- 2000:  셀타 비고,  슈투트가르트,  우디네세
- 2001:  파리 생제르맹,  트루아,  애스턴 빌라
- 2002:  말라가,  슈투트가르트,  풀럼
- 2003:  비야레알,  페루자,  샬케 04
- 2004:  비야레알,  릴,  샬케 04
- 2005:  함부르크,  마르세유,  랑스
- 2006:  뉴캐슬 유나이티드
- 2007:  함부르크
- 2008:  브라가

## 같이 보기
- UEFA 챔피언스리그
- UEFA 유로파리그
- UEFA 컨퍼런스리그